# Xã East Valley, Quận Marshall, Minnesota
Xã East Valley (tiếng Anh: East Valley Township) là một xã thuộc quận Marshall, tiểu bang Minnesota, Hoa Kỳ. Năm 2010, dân số của xã này là 43 người.